# Forêt à Chypre
La forêt chypriote couvre approximativement 3856 km², ce qui représente 41,7 % de l'île. 
Les principales essences sont le Pin de Calabre et Pin noir. On y trouve aussi le Genévrier, le Cèdre, le Cyprès, l'Aulne, le Platane et le Chêne doré de Chypre.
60 % de la forêt de Chypre est sous propriété privée. Celles-ci sont extrêmement fragmentées, la majorité faisant moins de 5 hectares, ce qui rend compliqué leur gestion.

## Sources
- Forest ans Forestry in European Union Countries, Forest Research Institute, Varsovie, 2006